# États-Unis aux Jeux olympiques d'été de 1972
Les États-Unis participent aux Jeux olympiques d'été de 1972, à Munich en République fédérale d'Allemagne. Il s'agit de leur 17e participation à des Jeux d'été.
La délégation américaine, composée de 403 athlètes (318 hommes et 85 femmes), se classe deuxième du classement par nations avec 94 médailles (33 en or, 31 en argent et 30 en bronze). Leur porte-drapeau lors de la cérémonie d'ouverture est l'athlète Olga Connolly.

## Engagés par sport

### Escrime
- James Melcher